# 5-APDI
5-APDI（化学名：5-(2-氨丙基)-2,3-二氢-1H-茚，别名有indanylaminopropane、2-aminopropylindane、indanametamine等）是一种含氮有机化合物，化学式C
12H
17N，属于安非他命衍生物，能作为迷幻药物。